# NIC-20C
La NIC-20C es una autopista nacional catalogada como troncal principal ubicada en Nicaragua. Esta carretera es parte de la vasta red vial nicaragüense, desempeñando un papel fundamental en la conexión de distintas comunidades dentro del país. Al ser clasificada como troncal principal, su mantenimiento y gestión se consideran prioritarios para garantizar el flujo vehicular entre las principales ciudades y pueblos de la región.

## Recorrido
La carretera NIC-20C comienza en el Norte, en la intersección con dos de las carreteras más importantes del país, la NIC-2 y la NIC-1, a la altura de Jinotepe. Esta ubicación estratégica facilita el acceso hacia otros destinos tanto del interior del país como hacia la costa del Pacífico, permitiendo a los viajeros desplazarse con facilidad entre los diferentes centros urbanos y rurales de la región.
Con una extensión de 11,92 km, la NIC-20C es relativamente corta, pero de gran relevancia para el transporte local, ya que conecta a Jinotepe con la Conquista, un municipio en el departamento de Carazo. A lo largo de su trayecto, la carretera atraviesa áreas rurales y urbanas, proporcionando acceso a diversas zonas productivas, lo que favorece el comercio y el desarrollo regional. Esta vía es utilizada frecuentemente tanto por vehículos de carga como de pasajeros.
La importancia de la NIC-20C radica en su función como un corredor de comunicación esencial dentro de la región de Carazo. Al enlazar dos puntos clave, facilita la movilización de bienes y personas, promoviendo el desarrollo económico y social de las comunidades aledañas. Además, la carretera forma parte de los planes de infraestructura vial del gobierno nicaragüense, que busca mejorar la conectividad y seguridad de las carreteras del país.